# Toyuq

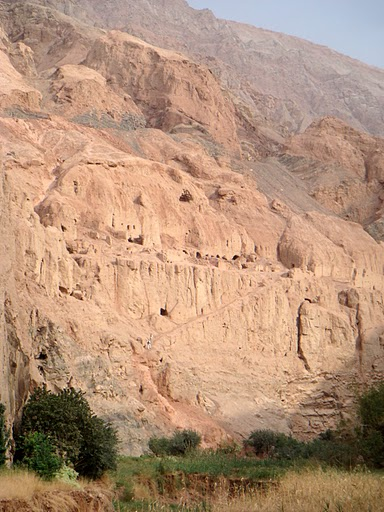
Parete rocciosa con le grotte buddiste.

Toyuq è un complesso monastico in rovina nella regione del Turkestan cinese, nelle vicinanze della città di Turfan, le cui mura un tempo erano ricoperte di pitture eseguite tra il V ed il X secolo d.C..
Le pitture presentano ancora qualche opera vicina a quelle di Qyzyl, ma la maggior parte delle testimonianze pittoriche appartiene alla scuola di Turfan nella sua fase tarda, contraddistinta da una decorazione che ripete instancabilmente la figura del Buddha, seconda una specie di litania propiziatoria. Motivi di origine iraniani si ritrovano nelle decorazioni, tipo medaglioni imperlati con teste di cinghiali, merli, foglie polilobate.